# Hedeoma oblongifolia
Hedeoma oblongifolia är en kransblommig växtart som först beskrevs av Asa Gray, och fick sitt nu gällande namn av Amos Arthur Heller. Hedeoma oblongifolia ingår i släktet Hedeoma och familjen kransblommiga växter. Inga underarter finns listade i Catalogue of Life.